# Ko Tanaka
Ko Tanaka（コウ タナカ）は日本の作曲家。

## 略歴
HAL名古屋ミュージック学科を2013年卒業した。バークリー音楽大学CWP専攻2020年卒業。

### 音楽との出会い
16歳で吹奏楽部で打楽器を経験したことをきっかけに音楽に魅了され独学にて17歳より作曲を開始。
2010年、作曲に憧れ、HAL名古屋ミュージック学科に入学。
在学間、演出家の渡部剛己の目にとまり演劇の作曲活動を開始する。
国際芸術あいちトリエンナーレ(2013, 2019)等への出展公演を続け演劇に長く携わる。

### 日本での活動
2014年よりHALを卒業し、プロの音楽クリエイターとして日本企業で勤務。数々のタイトルに携わりプロデュースや音響演出法を学ぶ。
在日間、スティーブン・ソンドハイムのミュージカル「イントゥ・ザ・ウッズ」の緻密な音楽性に衝撃を受け渡米を決意。米ミュージカルの言葉と物語、音楽にからめられた文学性に魅了されミュージカル作曲を志す。また2016年末に初のミュージカル作品『ある怪物の』を自主上演するなどして活動。

### バークリー音楽大学へ
退社後、26歳で渡米しバークリー音楽大学へ入学。
在学間からブロードウェイでの舞台演出・音楽技法や英作詞法をマイケル・ワトフスキーに学び、ビル・エリオットらに作編曲を、ピーター・コキニアス、エリック・スタンなどに指揮法を長期にわたり師事。
また、数多くのミュージカル執筆作業に参加し米国式のコラボレーションプロセスを学ぶ。
2019年、バークリー・ミュージカルシアター・オーケストラの指揮者に抜擢。オリジナルミュージカル『ある怪物を』を英訳した"The Monster"を自身の指揮にて米初演。
同年11月、全米演劇著作者組合(Dramatists Guild of America)へ加入。

### 卒業後
2020年、絵本『えんとつ町のプペル』の著者・西野亮廣を原作・脚本とするミュージカル『Poupelle of Chimney Town』の作曲・音楽監督に抜擢。タイトル曲"Halloween in Chimney Town"などで国内外のクリエイターから注目を集める。
同年、ほとり企画『劇的茶屋 謳う死神』作曲にて2020年All About ミュージカルアワード スタッフ賞を受賞。
以降、日米のミュージカル・歌劇作品の作編曲を手がける。
2021年、NYマンハッタンに本拠地を移し、ミュージカル・演劇の名門校である米エマーソン大学、アメリカン大学等からの委託によりアレンジャーとして活動を開始する。
音楽制作の傍ら、音楽理論系Youtubeチャンネル 『いきいき音楽科』、国際音楽ソフトウェアフェスIMSTA FESTA等でのマスタークラスを担当。
2021年版『Poupelle of Chimney Town』 東京公演作曲・音楽監督を担当

## 人物
日本とアメリカのミュージカル作品を作る上での共通点と違いについて記事内のインタビューにて「脚本家、作詞家、作曲家の三人がなにかを企むところから始まるのは共通項。それ以外は何もかも違うので説明がむずかしい。」と述べている。
米ミュージカル音楽のストーリーと文学性が共通するところが多いことから日本の漫画も好きであると公言している。
「日本の漫画は漫画家一人の能力が高く、それを突出させて作っている個人特化型エンターテインメント。だから見るのが楽しい。一人の想像力でここまでいくのが凄いという思いがある。」と語っている。
英語の歌詞の韻について「子供のころからディズニー映画やミュージカル映画の、古き良き、美しいメロディーが好きで、研究するうち、英語の韻というものの存在に気づきました。中学生がギターで作曲したとしても韻を踏み、なおかつ感動的なものを作り上げる。ぜひ僕もやってみたい、と思い、北米に渡ったんです。」と語っている。
英語の学習について、2017年にカナダ渡り、寿司屋でバイトをしながら会話の仕方やジョークなどを肌で学んだという。
バークリー音楽院に入学した初日から、自分はブロードウェイの作曲家になりたいと言って動き回り、その中で業界内のコネクションや音楽を学ぶ機会を得たと語っている。

## 主な作品

### ミュージカル
- ミュージカル 『ある怪物の』 （原作・脚本・作曲・演出・出演）2016
- ミュージカル『Believe』（バークリー48時間ミュージカルフェス、作曲） 2018
- ミュージカル 『サムライ・ガール』（バークリーミュージカルシライティング、原作・作曲）2019
- 『The Golden Age of Broadway -"The Monster Suite"-』（バークリーミュージカルシアターオーケストラ、原作・脚本・編曲・指揮・音楽監督）2019
- ミュージカル『障子の国のティンカーベル』 （体現帝国、作曲・音楽監督）2019
- オフブロードウェイミュージカル 『Poupelle of Chimney Town(えんとつ町のプペル)』オンライン配信版[8]（作曲・音楽監督）2020
- ミュージカル『劇的茶屋 ”謳う死神”』 （ほとり企画、作曲）2020
- ミュージカル「走れメロス」 （岡山シンフォニック管弦楽団、作曲）2020
- ミュージカルプロジェクト "Golden Rules" （エマーソン大学、編曲・オーケストレーション）2020
- ミュージカルプロジェクト "Magic Wonk Bus" アメリカン大学、編曲・オーケストレーション）2020
- ミュージカルプロジェクト "Into the Dawn" （メリーマウントマンハッタン大学、編曲・オーケストレーション）2020
- ミュージカル企画  "Have your happy holiday" （米演劇団体 Live & In Color 編曲・エンディングテーマ提供）
- ミュージカル『Poupelle of Chimney Town(えんとつ町のプペル)』（西野亮廣演出・東京公演、作曲・音楽監督）
- ミュージカル ”Yokohama Short Stories” （ウキヨホテルプロジェクト、作曲）2022[9]2021
- ミュージカルドキュメンタリー映画 "RUDY! A DOCUMUSICAL" （サウンドテクニカル サポート）2022
- ミュージカル『Poupelle of Chimney Town(えんとつ町のプペル)』 （高橋伊久磨演出・大阪公演、作曲）2022
- ミュージカル ”悪魔と契約した男” （作曲・オーケストレーション） 2023
- ストレートプレイ ”Samurai of Blue Eyes” （NY オフブロードウェイ、ミュージックスーパーバイザー）2023
- ミュージカル  『Poupelle of Chimney Town(えんとつ町のプペル)』 （NYC 作品デベロップキャンプ、作曲）2023
- ミュージカル  『Poupelle of Chimney Town(えんとつ町のプペル)』（NYC 投資家/プロデューサー向けプレミア、作曲）2024

### 演劇作品
- 『女中たち』 （体現帝国、作曲） 2012年
- 『覗 ―peepingtom―』 （マイマイカーニバル、作曲）
- 『病―contagion of city―』 （マイマイカーニバル）2014 作曲・出演
- 『家へ』 （LENS、作曲） 2015
- 『充足』 （さくらいさはら、楽曲提供） 2015
- 『影の劇場―door to a theater―』 （LES、作曲）2015
- 『白雪姫』 （体現帝国、作曲） 2016
- コンサート 『椎名林檎トリビュート （バークリー椎名林檎トリビュートバンド、音楽監督・編曲・キーボード）2019
- 『しっぽを掴まれた欲望』 （体現帝国、作曲・音楽監督） 2019
- 『The Golden Age of Broadway -"The Man of La Mancha"-』 （バークリーミュージカルシアターオーケストラ、指揮・音楽監督） 2019
- ワークショップ発表公演『MONEY』 （体現帝国、楽曲提供）2020
- 『無限劇の扉』（体現帝国、楽曲提供） 2020
- 『しっぽを掴まれた欲望（パブロ・ピカソ）』 （体現帝国、楽曲提供） 2020
- Stop AAPI Hate テーマ曲 "WE ARE WATER" （共同作曲）2022
- ジョン・バティステ "アメリカンシンフォニー#1" （ニューヨーク カーネギーホール、アシスタント サウンドプログラマー）2022
- 子供劇 ”えんとつまちのぷぺる” （作曲・オーケストレーション） 2022

### バレエ
- 『あいちトリエンナーレ2013』 バレエ組曲《Canal Art》作曲 2013
- バレエ ”えんとつ町のプペル”(新宿文化センター) （作曲）2023
- 踊るハロウィンナイト（幕張メッセ） "ミュージカル えんとつ町のプペル プレビューショー" （作曲）2023

### その他
- "デジタルオーケストレーション" （IMSTA FESTA Tokyo 2020、マスタークラス講師）2020
- コンサート "2020 CONTINUE?" （ジャニーズ A.B.C.-Z、オープニングOverture 作曲）2020
- 『Gulliver－不安の島－』 （体現帝国、作曲） 2020
- アリーナツアー "2021 SPRING「Hoopla！」" （スターダスト 超特急、オープニングOverture 作曲）2021
- アイドルユニット Ange☆Reve （オープニングOverture 作曲）2021
- 日本テレビ系報道番組 （楽曲提供） 2021
- 東海テレビ系報道番組 （楽曲提供） 2021